# كأس ديفيز 1968
كأس ديفيز 1968 هو الموسم 57 من  كأس ديفيز. فاز فيه منتخب الولايات المتحدة لكأس ديفيز.